# Naraticon
Naraticon (Naraticonck, Narraticong), jedna od skupina Delaware Indijanaca, koje razni autori lociraju na različita mjesta, a prema Brintonu Živjeli su na Raccoon Creeku u južnom New Jerseyu. Lee Sultzman ih vodi kao jednu od skupina Unalachtiga.
Ostali nazivi za njih bili su Naratekona, Naricon, Narraticongs, Narraticonse, Narratikonck.